# Here Are the Young Men
| Críticas profissionais | Críticas profissionais |
| Avaliações da crítica  | Avaliações da crítica  |
| Fonte                  | Avaliação              |
| ---------------------- | ---------------------- |
| All Music Guide        | link                   |

Here Are the Young Men é um álbum de vídeo da banda britânica de pós-punk Joy Division, lançado em 1982. Ele contém gravações ao vivo de shows da turnê européia da banda realizadas em Manchester, em outubro de 1979, e em Eindhoven, nos Países Baixos, em janeiro de 1980.

## Faixas
Todas as faixas por Sumner/Curtis/Hook/Morris
1. Dead Souls
2. Love Will Tear Us Apart
3. Shadowplay
4. Day of the Lords
5. Digital
6. Colony
7. New Dawn Fades
8. Autosuggestion
9. Transmission
10. Sound of Music
11. She's Lost Control
12. Walked in Line
13. I Remember Nothing
14. Love Will Tear Us Apart